# 朱士行
朱 士行（しゅ しこう、生没年不詳）は、中国・三国魏の仏教者。インド・西域からの渡来人や渡来僧が中心であった、3世紀当時の仏教界にあって中国人として最初に出家した人物であるとされる。

## 生涯
潁川郡の出身。3世紀中期に、魏の都であった洛陽に曇柯迦羅が来朝し、出家修道の儀礼を整えた。その際に、中国人で最初に出家受戒したのが朱士行である。
その後、士行は『道行般若経』を講経していたが、その訳経の不十分なことによって、意味が理解できない箇所を発見した。そのため完本を中国に将来する必要性を痛感し、西域への求法の旅に出ることを決意した。
260年、雍州を出立し、于闐（ホータン）にまで到達した。そこで、「二万五千頌般若経」(Pañcaviṃśatisāhasrikā-prajñāpāramitā sutra)の原典を得ることができ、弟子の弗如檀に命じて中国に将来させた。
291年、竺叔蘭がその般若経を漢訳し、『放光般若経』と名づけた。一方、士行の方は、遂に帰郷することなく、于闐にて亡くなった。

## 伝記資料
- 『出三蔵記集』巻13
- 『高僧伝』巻4